# Blondelia arizonica
Blondelia arizonica är en tvåvingeart som först beskrevs av Townsend 1915.  Blondelia arizonica ingår i släktet Blondelia och familjen parasitflugor.
Artens utbredningsområde är Arizona. Inga underarter finns listade i Catalogue of Life.